# 宫慕久
宫慕久（1788年—1848年），山東省泰安府東平州人，是一名清朝政治人物。嘉慶24年举人，道光6年會試大挑一等。歷任雲南寧洱縣知縣(署)、文山縣知縣(署)、雲南鎮南州同知(署)、雲南安平廳同知(署)、保山縣知縣、昆明縣知縣、雲南蒙化直隸廳同知、開化府知府(署)、雲南府知府(署)、雲南蒙化直隸廳同知、雲南臨安府知府、蘇松太道、江蘇按察使。
宫慕久曾于1845年接替吴健彰任苏松太道道员一职，由咸龄接任。

## 上海租借談判
1842年中英《南京条约》内文列明英国人有权居住在上海，并无允许在上海划予英国任何租界。但南京條約《善後事宜清冊附粘和約》（即《五口通商附粘善後條款》或稱《虎門條約》）規定「……中華地方官應與英國管事官各就地方民情地勢，議定界址，不許逾越，以期永久彼此相安。……」「……中華地方官必須與英國管事官各就地方民情，議定於何地方，用何房屋或基地，系准英人租賃……」作為地方官蘇松太道宫慕久依約和英國管事官簽訂《土地章程》。
后期其实是上海道台宫慕久害怕中国人和英国人杂处、滋事而影响个人仕途，于是自愿划出上海县黄浦江的河滩上一块不毛之地予英国作为租界。宫慕久和英国人签订的开辟上海租界的条约，名叫《上海租地章程》，签署于1845年，当时英国军队已撤离大清国土地很久，英方与宫慕久谈判并签约的是领事巴富尔，过程中英国军方没有参与谈判。
这份《上海租地章程》，有文如下：“……为晓谕事：前于大清道光二十二年(一八四二年)奉到上谕内关：英人请求于广州、福州、厦门、宁波、上海等五处港口许其通商贸易，并准各国商民人等挚眷居住事，准如所请，但租地架造，须由地方官宪与领事官体察地方民情，审慎议定，以期永久相安……”